# 小孔蛸
小孔蛸（学名：Cistopus indicus），是章鱼目章鱼科Cistopus属的一种。主要分布于中国大陆，常栖息在沿岸至水深50米等深线海域。